# Danilo Desideri
Danilo Desideri (* 13. Juli 1940 in Rom) ist ein italienischer Kameramann.

## Leben
Desideri startete seine berufliche Laufbahn 1960 als Kameraassistent von Tonino Delli Colli und Gianni di Venanzo. 1962 gab er bei Il mare sein Debüt als einfacher Kameramann und war in dieser Funktion auch an Elio Petris „Zwei Särge auf Bestellung“ und Luchino Viscontis „Der Fremde“ beteiligt. Unmittelbar darauf debütierte der aus Lazio (Rom) stammende Danilo Desideri als Chefkameramann. Seine frühen Arbeiten umfassten Werbeclips für renommierte Kinoregisseure wie die Taviani-Brüder Paolo und Vittorio und Mauro Bolognini. Beim Kinofilm fotografierte er fast ausschließlich anspruchsarme Komödienunterhaltung mit genretypischen Stars vom Schlage Adriano Celentano, Renato Pozzetto und Carlo Verdone. 1992 erhielt er den David-di-Donatello-Filmpreis für seine bei dem Lustspiel „Hätt’ ich dich bloß niemals kennengelernt“ geleistete, fotografische Arbeit. 2004 und 2006 folgte je eine Nominierung. Er war an mehr als 50 Filmproduktionen beteiligt.

## Filmografie
- 1968: Scusi, lei conosce il sesso?
- 1968: Eat it
- 1970: Germania, sette donne a testa
- 1976: Das Schlitzohr und der Bulle (Il trucido e lo sbirro)
- 1976: Movie Rush – la febbre del cinema
- 1977: In nome del papa Re
- 1978: Speed Fever (Formula uno – febbre della velocità)
- 1978: Dove vai invacanza?
- 1978: Professor Kranz tedesco di Germania
- 1979: La cicala
- 1980: Arrivano i bersaglieri
- 1980: Prestami tua moglie
- 1981: Asso
- 1981: Gib dem Affen Zucker (Innamorato pazzo)
- 1982: Wer hat dem Affen den Zucker geklaut? (Grand Hotel Excelsior)
- 1982: Die gnadenlosen Sieben (Il tempo delle belve)
- 1983: Himmel und Hölle (State buoni se potete)
- 1983: Ein Mann sieht klar (Vediamoci chiaro)
- 1983: Besondere Kennzeichen: Bellissimo (Segni particolari: bellissimo)
- 1983: Parole e sangue
- 1984: Der Junge vom Land (Il ragazzo di campagna)
- 1984: Wie du mir, so ich dir (A tu per tu)
- 1984: I due carabinieri
- 1985: A mi me piace
- 1985: Il misterio di Bellavista
- 1986: 7 Kilo in 7 Tagen / Ach, du dickes Ei (Sette chili in sette giorni)
- 1986: Seperati in casa
- 1986: Rimini, Rimini
- 1987: Ich und meine Schwester (Io e mia sorella)
- 1987: Der 32. Dezember (32 dicembre)
- 1988: Bandellis Alibi (I giorni di commissario Ambrosio)
- 1988: Schulkameraden (Compagni di scuola)
- 1989: Der Bulle und das Kind (Il bambino e il poliziotto)
- 1989: Eine Nacht mit Alice (Stasera a casa di Alice)
- 1991: Hätt’ ich dich bloß niemals kennengelernt (Maledetto il giorno che t’ho incontrato)
- 1993: Le donne non vogliono più
- 1993: Per da moci di vista
- 1995: Viaggi di nozzi
- 1996: Ritorno a casa Gori
- 1996: Sono pazzo di Iris Blond
- 1997: Gambling with Love – Spiel mit der Liebe (Il signor Quindicipalle)
- 1998: Gallo cedrone
- 1998: Bagnomaria
- 1999: La carbonara
- 1999: C’era un cinese in coma
- 2002: Ma che copa abbiamo noi?
- 2004: Fratello e sorello
- 2006: Il mio miglio nemico
- 2008: Grande, grosso … e Verdone
- 2009: Io, loro e Lara
- 2012: Posti in piedi in paradiso